# Seigneurie de Haro
La seigneurie de Haro a été créé en 1093, avec la donation de la ville de Haro dans l'actuelle communauté autonome de La Rioja (Espagne) par Alphonse VI de Castille à Diego Lopez I de Haro, seigneur de Biscaye, celui qui a incorporé le toponyme de la ville à son nom de famille. Les changements de mains de cette seigneurie ont été nombreux, profitant aux rois de Castille ou ses parents, jusqu'à la conversion en 1430 de la seigneurie dans le comté de Haro, restitué à Pedro Fernández II de Velasco,.

## Seigneurs
- Diego Lopez I de Haro (1093-1124), troisième seigneur de Biscaye

- Lope Diaz I de Haro (1124-1170), quatrième seigneur de Biscaye. Pendant pas mal de temps il n'a pas pu exercer dans la seigneurie, la zone étant occupée par les aragonais partisans d'Alphonse Ier d'Aragon, conjoint d'Urraque Ire de Castille|Urraque Ire de Léon et Castille. Celle-ci décédant, son fils Alphonse VII de Léon a réclamé à nouveau la Castille, soutenu par Lope, s'appropriant de La Rioja. Pour le récompenser, Alphonse VII le confirme dans la seigneurie qu'on lui avaient arraché[4].

- Aliénor Plantagenet (1170-1214 ?) Domingo Hergueta[5] dit que Haro lui a été donné en dot en se mariant avec Alphonse VIII de Castille[6].

- Lope Diaz II de Haro (d.1217 ? - 1236), sixièmes seigneur de Biscaye. Il a récupéré la possession de la ville de Haro, grâce à l'appui qu'il prêta à Ferdinand III de Castille pour qu'il soit renforcé dans le trône, après le décès d'Henri Ier de Castille en 1217.

- Diego Lopez III de Haro (1236-d.1252 ?), septième seigneur de Biscaye. Alphonse X Le Sage lui retira ses possessions dans La Rioja.

- Lope Diaz III de Haro, huitième seigneur de Biscaye (? - c.1282) Comme son père, il a continué à soutenir la Navarre, mais avec le temps il a dû améliorer les relations avec Alphonse, puisque celui-ci lui a confirmé ses privilèges sur Haro[7].

- Jaime (c.1282 -  1284 ?). En 1275 mourait Ferdinand de la Cerda, fils aîné d'Alphonse X. Alors le fils et le frère de celui qui est décédé, Alphonse de La Cerda et Sanche, ont commencé à contester la succession du royaume de Castille. Lope Díaz III a décidé de soutenir Sanche, qui au début avait aussi l'appui d'Alphonse X, mais en 1282, celui-ci s'est mis à soutenir son petit-fils, privant Lope de la seigneurie de Haro, au profit de l'infant Jaime. Hélas, il mourra à l'âge de dix-huit ans, raison probable pour qu'il ne soit pas arrivé pas à prendre une possession[7].

- Lope Diaz III de Haro (c.1284-1288). Alphonse X décédant le 4 avril 1284, Sanche a été nommé roi de Castille. Celui-ci était mariée avec María de Molina[8], sœur de la femme de Don Lope Díaz III, ce pourquoi, le seigneur de Biscaye était le beau-frère du roi Don Sanche. Ceci a donné à Lope un grand pouvoir, le nommant entre autres Majordome Royal, avec la restitution de Haro et du gouvernement de toute la région, depuis Burgos à la Cantabrie[7].

- Sanche IV Léon et Castille (1288-1295)

- Ferdinand IV Léon et Castille (1295 - 1312)

- Alphonse XI (1312 - c.1334)

- Fadrique Alphonse de Castille (c.1334 - 1342)

- Fernando Alfonso (1342 - ?), seigneur de Ledesma

- Pierre Ier Le Cruel (? - 1366), a donné la seigneurie à ses fils Alphonse et ensuite à Ferdinand, qui, semble-t-il, ne prendront pas de possession en décédant très jeunes.

- Sanche de Castille (Comte d'Alburquerque) (1366 - 1374)

- Henri de Trastamare (1374 - 1379)

- Jean Ier de Castille (1379 - c.1386)

- Aliénor d'Alburquerque et Ferdinand Ier d'Aragon (c.1386 - 1416)

- Jean II d'Aragon (1416 - 1430)

### Sources
- (es) Cet article est partiellement ou en totalité issu de l’article de Wikipédia en espagnol intitulé « Señorío de Haro » (voir la liste des auteurs).